# Châtenoy (Loiret)
Châtenoy è un comune francese di 436 abitanti situato nel dipartimento del Loiret nella regione del Centro-Valle della Loira.

## Società

### Evoluzione demografica
Abitanti censiti